# بدر الشريعان
بدر شبيب سعد الشريعان (14 فبراير 1974 -)، تقلد منصب وزير الكهرباء والماء في دولة الكويت سنة 2009.

## المؤهلات العلمية
- حاصل على شهادة الدكتوراه في الهندسة الميكانيكية من جامعة ولاية أوهايو في الولايات المتحدة الأمريكية عام 2003.
- حاصل على شهادة الماجستير في الهندسة الميكانيكية من جامعة ولاية أوهايو في الولايات المتحدة الأمريكية عام 1999.
- حاصل على شهادة البكالوريوس في الهندسة الميكانيكية من جامعة الكويت امتياز مع مرتبة الشرف لعام 1996.
- عضو مجلس إدارة جمعية المهندسين الكويتية لعام (2007).

## الجانب النقابي
عضو مجلس إدارة جمعية المهندسين الكويتية لعام (2007)
عضو لجنة الدراسات والبحوث للمشروع الوطني لترشيد الطاقة
عضو مجلس إدارة جمعية المهندسين الكويتية لعام (2008)
قدم من خلال عضويته بلجنة الدراسات والبحوث للمشروع الوطني لترشيد الطاقة مجموعه من الدراسات والتوصيات التي تتعلق بتوفير الطاقة والطاقات البديلة للدوله بهدف تبني الدولة لهذه الدراسات ودعم المشاريع المتعلقة بتقليل استهلاك الطاقة وتقليل كلفة الإنتاج.

## أهم الأعمال التي قام بها في وزارة الكهرباء والماء
- إنشاء محطة الصبية لتوفير الطاقة الكهربائية بما يقدر ب25% من إجمالي الطاقة الكهربائية في الكويت.
- قام على عمل مشروع الربط الكهربائي لدول الخليج العربية.
- قام بالمطالبة لموظفي محطات القوى الكهربائية بكادر الأعمال الشاقة.
- بدأ في تطبيق نظام الدفع المسبق لعدادات استهلاك الكهرباء
- اصدر قرار الضبطية القضائية التي تخول مجموعة من الموظفين السلطة للمحافظة على ممتلكات الدولة.
- أنشأ إدارة الضبط والجودة التي تقوّم عمل كافة إدارات وزارة الكهرباء والماء في دولة الكويت.
- قام بتحديث كافة الشبكات الكهربائية بما فيها محطات التحويل الثانوية.
- عمل على تسكين معظم الشواغر في وزارة الكهرباء والماء في دولة الكويت.
- قام على زيادة إنتاج المياه ليصل المخزون الاستراتيجي إلى 5000 مليون جالون إمبراطوري بعدما كان بما يقارب 2700مليون جالون إمبراطوري.
- إنشاء مركز الأتصال الموحد (152) والذي يخدم جميع الشكاوى المقدمة من المواطنين والمقيمين بشأن انقطاع الخدمات التي تقدمها وزاره الكهرباء والماء بدوله الكويت.

## وصلات خارجية
- بدر شبيب الشريعان